# Echidnopsis repens
Echidnopsis repens är en oleanderväxtart som beskrevs av Robert Allen Dyer och Vierdoorn. Echidnopsis repens ingår i släktet Echidnopsis och familjen oleanderväxter. Inga underarter finns listade i Catalogue of Life.